# (22835) Rickgardner
(22835) Rickgardner est un astéroïde de la ceinture principale d'astéroïdes.

## Description
(22835) Rickgardner est un astéroïde de la ceinture principale d'astéroïdes. Il fut découvert le 7 septembre 1999 à Socorro (Nouveau-Mexique) par le projet LINEAR. Il présente une orbite caractérisée par un demi-grand axe de 2,58 UA, une excentricité de 0,19 et une inclinaison de 7,3° par rapport à l'écliptique.

## Compléments